# Цілісний аналіз медійної реклами
Цілісний аналіз медійної реклами — це методика оцінки ефективності рекламної кампанії, при якій аналізуються чотири кластера даних: 
- медійні показники;
- показники переходу;
- показники на посадочній сторінці;
- post-click, post-view та cross-device конверсії.[1]

Цілісний аналіз допомагає більш комплексно дивитися на ефективність медійної реклами, ширше і точніше оцінювати рекламну кампанію. Це корисно як на етапі аналізу кампанії, так і в момент планування кампанії та її динамічного розміщення. Методина цілісного аналізу дає відповіді на такі питання:
- Якою є оптимальна частота контакту з користувачем для рекламної кампанії?
- Як часто потрібно показувати рекламу користувачеві і як він пам'ятає її?
- Який варіант креативу ефективний, а який ні?
- Які майданчики та націлення працюють, а які ні?
- Через який канал (пошук, прямий перехід, реферальне посилання) користувач потрапляє на сайт рекламодавця після контакту з рекламою?

## Стандартний підхід до аналізу медійних показників
Зазвичай при оцінці медійної реклами аналізуються лише медійні показники, показники переходу та показники на посадочній сторінці.
Медійні показники
- Покази — враховуються всі покази сторінки, де розміщено рекламне оголошення, незалежно від цього, було здійснено перехід сайт чи ні;
- Кліки — враховується кількість переходів (кліків) на сайт за посиланням, розміщеним у рекламному оголошенні, а також вартість 1 кліка на рекламу;
- Частота — оптимальна кількість контактів з цільовою аудиторією, яка необхідна для запам'ятовування та повного розуміння сенсу рекламного повідомлення;
- CTR — співвідношення числа кліків на банер до показів;
- Попадання в цільову аудиторію — аналіз ЦА на основі вікового діапазону, регіону, передбачуваних захоплень;
- Охоплення в ЦА — кількість людей із цільової аудиторії, які побачили рекламне повідомлення хоч би один раз.

Показники переходу
- Відсоток доходження — кількість користувачів, які приходять на сайт, клікнувши на оголошення;
- Відсоток TrueCTR — кількість користувачів, які дістаються цільової сторінки.

Показники на посадочній сторінці
- Відсоток відмов — відсоток сеансів із переглядом лише однієї сторінки (коли користувачі залишають сайт, не виконавши жодних дій);
- Відсоток нових сеансів — відсоток повернення клієнтів на сайт за допомогою прямих заходів;
- Кількість та час дій – аналіз середньої кількості перебування клієнта на сайті.

Оскільки медійна реклама є рекламою непрямої дії, і при її використанні йде контакт із «холодним» користувачем, який у момент показу ймовірно не зацікавлений у рекламованому товарі, то методики, що застосовуються у стандартному підході, не дають повної картини ефективності медійної реклами.

## Post-click, post-view та cross-device конверсії

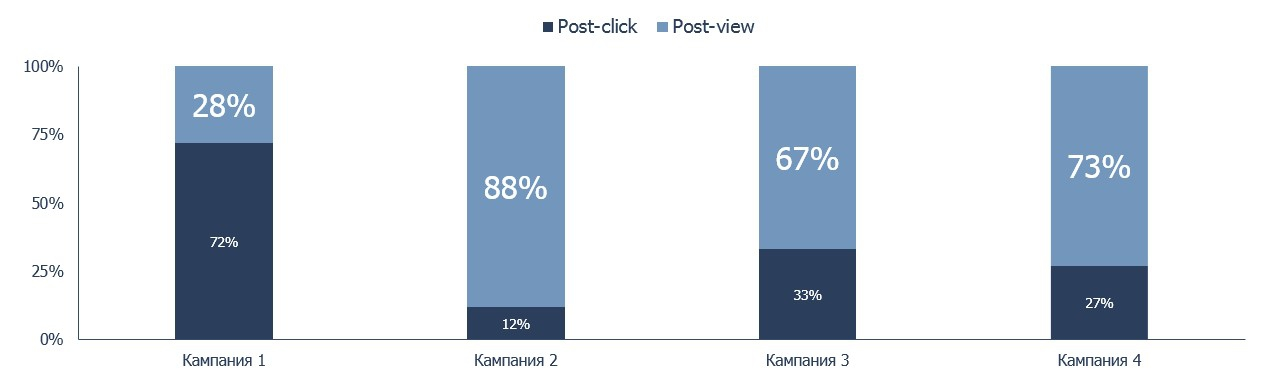

1. Post-click — це переходи на цільовий сайт безпосередньо з реклами; побачив оголошення і тут же натиснув і все подальше дії якщо користувач клацає по креативу.
2. Post-view — це виконання цільових дій через деякий час після перегляду реклами. Вчора побачив рекламу, що не клікнув, а сьогодні зайшов на сайт за брендовим запиту. Відстежується браузер з якого користувач бачив рекламу і в ньому ж зробив цільове дію на сайті.
3. Cross-device — це відкладені в часі дії з інших пристроїв. Наприклад: побачив ролик в метро на смартфоні, а на наступний день знайшов компанію з лептопа. [2]

### Принцип дії Post-view

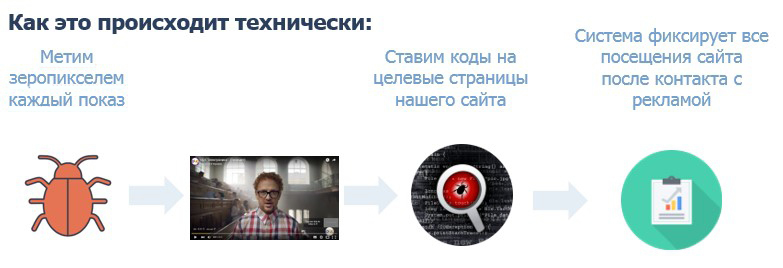
Що таке Post-view?

Для збору даних Post-View, рекламні покази позначаються зеропікселем. Для цього на цільовій сторінці прописуються спеціальні коди, а далі система фіксує всі відвідування сайту після контакту з рекламою (як після кліка, так і без нього).

## Принцип роботи цілісного аналізу
При цілісному аналізі медійної реклами, досліджуються не лише загальні дані, а і їх розбивка за різними варіантами креативу, майданчиками, а також діями на сайті, які роблять користувачі.
Розбивка по креативах дозволяє виділити ті оголошення, які найкраще працюють: безпосередньо через клік (Post-click) і для тих, хто не переходив банером (Post-view). Це допомагає визначити, який саме креатив справді працює.
Аналіз даних у розрізі рекламних майданчиків допомагає більш комплексно оцінити, як працює кожен з них. Також система дозволяє ставити коди на всі сторінки цільового сайту та визначити, які майданчики працюють добре, а які гірші та в яких аспектах. Завдяки такому сегментуванню можна отримати точніші дані щодо того, на яких майданчиках який креатив працює добре, який працює краще для перегляду певної сторінки, а який — на конверсію тощо.